# Socialni demokrati
Die Socialni demokrati (SD), deutsch Sozialdemokraten, ist eine slowenische Partei. Sie ist 2005 aus der Vereinigten Liste der Sozialdemokraten (slowenisch Združena lista socialnih demokratov) hervorgegangen. Sie ist Mitglied der Sozialdemokratischen Partei Europas und stellte mit Milan Kučan den ersten Staatspräsidenten Sloweniens. 2007 gewann ihr Kandidat Danilo Türk die Wahl zum slowenischen Staatspräsidenten. Von 2008 bis 2012 stellte die SD mit ihrem damaligen Parteivorsitzenden Borut Pahor den slowenischen Ministerpräsidenten.
Bei der vorgezogenen Parlamentswahl am 13. Juli 2014 erhielt die SD 6 Prozent der Wählerstimmen.  Bei der Parlamentswahl am 6. Dezember 2011 waren es 10,5 Prozent gewesen, bei der Wahl am 21. September 2008 noch 30,5 Prozent. Bei der Parlamentswahl 2018 konnten die Sozialdemokraten leichte Zugewinne auf 9,9 % verbuchen.

## Geschichte
Im Jahre 1989 gab es Auseinandersetzungen im Bund der Kommunisten Jugoslawiens über Beschlüsse der Sozialistischen Republik Slowenien, in denen das Recht auf Sezession aus der Sozialistischen Föderativen Republik Jugoslawien festgelegt worden war.
Am 23. Januar 1990 verließ die slowenische Delegation unter Führung von Milan Kučan den Parteitag des Bundes der Kommunisten und gab sich kurz darauf den Namen „Partei der demokratischen Erneuerung“ (Stranka demokratične prenove). Bei den ersten Mehrparteienwahlen in Slowenien im April 1990 erzielte die SDP mit 17,28 % den höchsten Stimmenanteil. Da die Parteien von DEMOS mit 54 % der Stimmen die Mehrheit erhielten und mit dem Christdemokraten Lojze Peterle die Regierung stellten, ging die SDP in die Opposition.
Zu den Parlamentswahlen Ende 1992 nach dem Scheitern der Regierung Peterle, den ersten nach der Unabhängigkeit von Jugoslawien, bildete die SDP, die sich inzwischen in „Sozialdemokratische Erneuerung“ (Socialdemokratska prenova) umbenannt hatte, ein Wahlbündnis mit mehreren anderen Parteien: Arbeiterpartei (Delavska stranka), Sozialdemokratische Union (Socialdemokratska unija/ SDU) sowie Teile der Sozialistischen Partei (Socialistična stranka Slovenije) und der Demokratische Rentnerpartei (Demokratična stranka upokojencev/DeSUS). Diese Wahlbündnis gab sich den Namen Združena lista (Vereinigte Liste).
Bei den Parlamentswahlen im Dezember 1992 erreichte die Vereinigte Liste 13,58 % und bildete eine Große Koalition mit den Liberaldemokraten (LDS) und den Slowenischen Christdemokraten (SKD), wo sie vier Minister stellte (Wirtschaft; Arbeit, Familie und Soziales; Wissenschaft; Kultur).
Kurz nach dem Wahlerfolg entstand unter dem Namen Vereinigte Liste der Sozialdemokraten (Združena lista socialnih demokratov/ZLSD) eine neue Partei durch Vereinigung der SDP, Arbeiterpartei, SDU sowie Teilen der Sozialistischen Partei und von DeSUS. Erster Vorsitzender wurde Janez Kocijančič.
Im Januar 1996 traten die Sozialdemokraten auf Grund von Streitigkeiten in der Sozialpolitik, insbesondere in der Rentenfrage, aus der Regierung aus.
Im März 1997 wählte der 3. Parteitag in Ljubljana Borut Pahor zum Vorsitzenden, der 2001 in Koper wiedergewählt wurde.
Nach ihrem Wahlerfolg im Oktober 2000 bildete die ZLSD am 15. November 2000 eine Regierung mit den Liberaldemokraten, dem Bündnis aus Volkspartei und Christdemokraten (SLS+SKD) sowie der Rentnerpartei. Die ZLSD stellet als zweitstärkster Partner drei Ministerien (Arbeit, Familie und Soziales; Kultur; Inneres).
Bei den Wahlen 2004 wurde die ZLSD wie schon 2000 drittstärkste Partei, ging jedoch in Opposition, und Janez Janša von der SDS bildete mit dem Neuen Slowenien (aus den Christdemokraten hervorgegangen) und DESUS die neue Regierung.
Auf ihrem 5. Parteitag am 2. April 2005 in Ljubljana benannte sich die sozialdemokratische Partei in „Sozialdemokraten“ (Socialni demokrati, SD) um. Durch Übertritt anderer Parlamentarier am 20. März 2007 wurde die SD-Fraktion stärkste Oppositionsfraktion. Aus der Parlamentswahl am 21. September 2008 ging die SD mit 30,6 Prozent der Wählerstimmen als stärkste Kraft hervor. Am 7. November 2008 wurde ihr Vorsitzender Borut Pahor von der  Staatsversammlung (Državni zbor) in das Amt des Ministerpräsidenten gewählt.
Pahors Regierung scheiterte im September 2011, die Staatsversammlung sprach ihr das Misstrauen aus. Bei vorgezogenen Parlamentswahlen im Dezember 2011 verlor die SD zwei Drittel ihrer Stimmen und wurde nur noch drittstärkste Kraft in der Staatsversammlung.